# Liste der Kulturdenkmale in Hildburghausen
Die Liste der Kulturdenkmale in Hildburghausen umfasst die als Ensembles, Einzeldenkmale und Bodendenkmale erfassten Kulturdenkmale in der thüringischen Gemeinde Hildburghausen und ihrer Ortsteile (Stand: 11. Februar 2025).
Die Angaben in der Liste ersetzen nicht die rechtsverbindliche Auskunft der zuständigen Denkmalschutzbehörde.

## Legende
- Bild: zeigt ein Bild des Kulturdenkmals und gegebenenfalls einen Link zu weiteren Fotos des Kulturdenkmals im Medienarchiv Wikimedia Commons
- Bezeichnung: Name, Bezeichnung oder die Art des Kulturdenkmals
- Lage: Wenn vorhanden Straßenname und Hausnummer des Kulturdenkmals; Grundsortierung der Liste erfolgt nach dieser Adresse. Der Link Karte führt zu verschiedenen Kartendarstellungen und nennt die Koordinaten des Kulturdenkmals.
 Kartenansicht, um Koordinaten zu setzen – in dieser Kartenansicht sind Kulturdenkmale ohne Koordinaten mit einem roten bzw. orangen Marker dargestellt und können in der Karte gesetzt werden. Kulturdenkmale ohne Bild sind mit einem blauen bzw. roten Marker gekennzeichnet, Kulturdenkmale mit Bild mit einem grünen bzw. orangen Marker.
- Datierung: gibt das Jahr der Fertigstellung beziehungsweise das Datum der Erstnennung oder den Zeitraum der Errichtung an
- Beschreibung: bauliche und geschichtliche Einzelheiten des Kulturdenkmals, vorzugsweise die Denkmaleigenschaften
- ID: Die ID identifiziert das Kulturdenkmal eindeutig. In Thüringen sind aktuell keine IDs veröffentlicht. In der ID-Spalte kann sich auch folgendes Icon  befinden, dies führt zu Angaben zu diesem Kulturdenkmal bei Wikidata.

## Ensemble

### Hildburghausen
| Bild                           | Bezeichnung                                                              | Lage                                                    | Datierung | Beschreibung | ID |
| ------------------------------ | ------------------------------------------------------------------------ | ------------------------------------------------------- | --------- | ------------ | -- |
| Fotos hochladen                | Stadtkern Hildburghausen                                                 | (Karte)                                                 |           |              |    |
| weitere Bilder Fotos hochladen | Landesfachkrankenhaus mit der Außenstelle Karolinenburg und dem Friedhof | Eisfelder Straße 41 Flurstück(e) 3037/2, 3037/3 (Karte) |           |              |    |

### Weitersroda
| Bild                           | Bezeichnung                                | Lage                                | Datierung | Beschreibung | ID |
| ------------------------------ | ------------------------------------------ | ----------------------------------- | --------- | ------------ | -- |
| weitere Bilder Fotos hochladen | Friedhof und Trauerhalle / Jüdische Kultur | Weitersrodaer Straße o. Nr. (Karte) |           |              |    |

## Einzeldenkmale

### Birkenfeld
| Bild            | Bezeichnung                | Lage                                                | Datierung | Beschreibung | ID |
| --------------- | -------------------------- | --------------------------------------------------- | --------- | ------------ | -- |
| Fotos hochladen | Brunnen                    | Dorfplatz vor Nr. 17 (Karte)                        |           |              |    |
| Fotos hochladen | Brunnen                    | Massenhäuser Straße (Karte)                         |           |              |    |
| Fotos hochladen | Brunnen                    | Zapfenbahn (Karte)                                  |           |              |    |
| Fotos hochladen | Brücke / ehem. Werrabrücke | Zur Karolinenburg westlich der Schleifmühle (Karte) |           |              |    |

### Bürden
| Bild                                    | Bezeichnung                                            | Lage                                               | Datierung | Beschreibung | ID |
| --------------------------------------- | ------------------------------------------------------ | -------------------------------------------------- | --------- | ------------ | -- |
| Direkt Bild zu diesem Denkmal hochladen | Brunnenstube                                           | Kirchgasse o. Nr.                                  |           |              |    |
| weitere Bilder Fotos hochladen          | Kirche mit Ausstattung, Kirchhof und Einfriedung       | Kirchgasse 6 Flurstück(e) 27, 28 (Karte)           |           |              |    |
| BW                                      | Friedhofskapelle mit Ausstattung und Gefallenendenkmal | Zu den Hofäckern o. Nr. Flurstück(e) 393/2 (Karte) |           |              |    |

### Ebenhards
| Bild                                    | Bezeichnung                                                              | Lage                                                                         | Datierung | Beschreibung | ID |
| --------------------------------------- | ------------------------------------------------------------------------ | ---------------------------------------------------------------------------- | --------- | ------------ | -- |
| BW                                      | Backhaus                                                                 | Ebenhardser Dorfstraße (Karte)                                               |           |              |    |
| Direkt Bild zu diesem Denkmal hochladen | Gehöft                                                                   | Ebenhardser Dorfstraße 17a, 17b, 18                                          |           |              |    |
| weitere Bilder Fotos hochladen          | Kirche mit Ausstattung, Friedhof und Einfriedung / Ev. Kirche St. Marien | Ebenhardser Kirchgasse o. Nr. Flurstück(e) 34/1, 35/5, 35/4, 37, 202 (Karte) |           |              |    |
| Direkt Bild zu diesem Denkmal hochladen | Gehöft                                                                   | Ebenhardser Neustadt 8                                                       |           |              |    |
| BW                                      | Wohnhaus mit Nebengebäude                                                | Pulvermühlenweg 5 (Karte)                                                    |           |              |    |
| BW                                      | Scheune                                                                  | zu Gehöft Finksgasse 5 gehörend (Karte)                                      |           |              |    |

### Gerhardtsgereuth
| Bild                                    | Bezeichnung                                      | Lage                                                       | Datierung | Beschreibung | ID |
| --------------------------------------- | ------------------------------------------------ | ---------------------------------------------------------- | --------- | ------------ | -- |
| weitere Bilder Fotos hochladen          | Kirche mit Ausstattung, Friedhof und Einfriedung | An der Kirche 7 Flur 2 / Flurstück(e) 286, 287 / 3 (Karte) |           |              |    |
| Direkt Bild zu diesem Denkmal hochladen | Gefallenendenkmal                                | Schleusinger Berg – Flur 10 / Flurstück(e) 1               |           |              |    |

### Häselrieth
| Bild                                    | Bezeichnung                    | Lage                                                                       | Datierung | Beschreibung | ID |
| --------------------------------------- | ------------------------------ | -------------------------------------------------------------------------- | --------- | ------------ | -- |
| BW                                      | Feuerwehrhaus                  | Am Kleinodsfeld o. Nr. (Karte)                                             |           |              |    |
| BW                                      | Gehöft                         | Am Kleinodsfeld 5 (Karte)                                                  |           |              |    |
| Direkt Bild zu diesem Denkmal hochladen | Gehöft                         | Dorfstraße 7                                                               |           |              |    |
| Direkt Bild zu diesem Denkmal hochladen | Brunnen                        | Häselriether Straße o. Nr.                                                 |           |              |    |
| BW                                      | Friedhofshalle mit Ausstattung | Häselriether Straße o. Nr. Gemarkung Häselrieth / Flurstück(e) 627 (Karte) |           |              |    |
| BW                                      | Häuserblock                    | Häselriether Straße 15, 17, 19 (Karte)                                     |           |              |    |
| weitere Bilder Fotos hochladen          | Kirche mit Ausstattung         | Häselriether Straße 29 Gemarkung Häselrieth / Flurstück(e) 1367 (Karte)    |           |              |    |
| BW                                      | Wohnhaus                       | Untere Dorfstraße 5 (Karte)                                                |           |              |    |
| BW                                      | Brücke                         | über den Mühlbach (Karte)                                                  |           |              |    |
| Fotos hochladen                         | Brücke                         | über die Werra (Karte)                                                     |           |              |    |

### Hildburghausen
| Bild                                    | Bezeichnung                                                                                                   | Lage | Datierung | Beschreibung | ID |
| --------------------------------------- | --- | --- | --------- | --- | -- |
| Direkt Bild zu diesem Denkmal hochladen | Grabstätte / Grabstätte Johanne Nonne                                                                         | Ahornweg 10 Zentralfriedhof, Grabfeld G, Reihe 7, Nr. 114                                                                  |           | |    |
| Direkt Bild zu diesem Denkmal hochladen | Grabstätte / Grabstätte Familie Johannes Niemann                                                              | Ahornweg 10 Zentralfriedhof, Grabfeld B, Reihe 9, Nr. 147                                                                  |           | |    |
| Fotos hochladen                         | Gefallenendenkmal                                                                                             | Ahornweg 10 Zentralfriedhof                                                                                                |           | |    |
| Fotos hochladen                         | Grabstätte / Grabstätte Familie Joseph Meyer                                                                  | Ahornweg 10 Zentralfriedhof, Grabfeld L, Reihe 0, Nr. 1                                                                    |           | |    |
| Fotos hochladen                         | Grabstätte / Grabstätte Dr. Friedrich Carl Ludwig Sickler                                                     | Ahornweg 10 Zentralfriedhof, Grabfeld J/1, Reihe 1, Nr. 3                                                                  |           | |    |
| Direkt Bild zu diesem Denkmal hochladen | Grabstätte / Grabstätte Familie Gadow                                                                         | Ahornweg 10 Zentralfriedhof, Grabfeld H, Reihe 9, Nr. 1                                                                    |           | |    |
| Direkt Bild zu diesem Denkmal hochladen | Grabstätte / Grabstätte Herzogin Charlotte von Sachsen-Hildburghausen                                         | Ahornweg 10 Zentralfriedhof, Rondell                                                                                       |           | |    |
| Direkt Bild zu diesem Denkmal hochladen | Grabstätte / Grabstätte Georg Conrad Hoffmann                                                                 | Ahornweg 10 Zentralfriedhof, Grabfeld E/1, Reihe 0, Nr. 39                                                                 |           | |    |
| Fotos hochladen                         | Grabstätte / Grabstätte Harmsen Wilhelm Rathke                                                                | Ahornweg 10 Zentralfriedhof, Grabfeld F/2, Reihe 0, Nr. 1                                                                  |           | |    |
| Direkt Bild zu diesem Denkmal hochladen | Ehrenfriedhof                                                                                                 | Ahornweg 10 Zentralfriedhof                                                                                                |           | |    |
| Direkt Bild zu diesem Denkmal hochladen | Grabstätte / Grabstätte Dr. Carl Ludwig Nonne                                                                 | Ahornweg 10 Zentralfriedhof, Grabfeld G, Reihe 7, Nr. 115                                                                  |           | |    |
| Fotos hochladen                         | Ehrenhain / Ruhestätte alliierter Soldaten                                                                    | Ahornweg 10 Zentralfriedhof                                                                                                |           | |    |
| weitere Bilder Fotos hochladen          | Kapelle mit Nebengebäude                                                                                      | Am Friedhof o. Nr. (Karte)                                                                                                 |           | |    |
| weitere Bilder Fotos hochladen          | Grab der Dunkelgräfin                                                                                         | Am Stadtberg (Karte) |           | |    |
| weitere Bilder Fotos hochladen          | Ehemalige Posthalterei, Stadtmuseum                                                                           | Apothekergasse 11 Flurstück(e) 111 (Karte)                                                                                 |           | |    |
| Fotos hochladen                         | Orangerie | Clara-Zetkin-Straße 3 (Karte)                                                                                              |           | |    |
| Fotos hochladen                         | Wohnhaus | Coburger Straße 2 Flurstück(e) 358/2 (Karte)                                                                               |           | Neubau |    |
| weitere Bilder Fotos hochladen          | Theater / Stadttheater                                                                                        | Coburger Straße 22 Flurstück(e) 2886/3 (Karte)                                                                             | 1721      | |    |
| Fotos hochladen                         | Wohnhaus mit Nebengebäude                                                                                     | Coburger Straße 32, 32a (Karte)                                                                                            |           | |    |
| Fotos hochladen                         | Einfriedung und Fußgängerpforte                                                                               | Dr.-Moritz-von-Mitzenheim-Straße 6 (Karte)                                                                                 |           | |    |
| Fotos hochladen                         | Schule / Gymnasium Georgianum, Haus 2                                                                         | Dr.-Wilhelm-Külz-Straße 12 (Karte)                                                                                         |           | |    |
| Fotos hochladen                         | Pfarrhaus | Dr.-Wilhelm-Külz-Straße 17 (Karte)                                                                                         |           | |    |
| Fotos hochladen                         | Brunnen / Spittelbrunnen                                                                                      | Eisfelder Straße o. Nr. nördlich von Haus Nr. 14 (Karte)                                                                   |           | |    |
| Fotos hochladen                         | Wohnhaus, Laube und Grundstück; Villa am Kapellenstieg                                                        | Eisfelder Straße 16 (Karte)                                                                                                |           | |    |
| Fotos hochladen                         | Gehöft | Eisfelder Straße 7 (Karte)                                                                                                 |           | |    |
| Fotos hochladen                         | Wohnhaus / sog. Bergerhaus                                                                                    | Friedensstraße 2 (Karte)                                                                                                   |           | |    |
| Fotos hochladen                         | Martersäule                                                                                                   | Friedrich-Rückert-Straße o. Nr. (Karte)                                                                                    |           | |    |
| weitere Bilder Fotos hochladen          | Ehem. Postamt mit Hauptgebäude, zwei Nebengebäuden und Hof                                                    | Friedrich-Rückert-Straße 1 Flurstück(e) 1093/14, 1093/17 (Karte)                                                           | 1892      | |    |
| Fotos hochladen                         | Wohnhaus | Friedrich-Rückert-Straße 11 (Karte)                                                                                        |           | |    |
| Fotos hochladen                         | Wohnhaus | Friedrich-Rückert-Straße 15 (Karte)                                                                                        |           | |    |
| Fotos hochladen                         | Hotel / Burghof                                                                                               | Friedrich-Rückert-Straße 6 & 8 (Karte)                                                                                     |           | |    |
| weitere Bilder Fotos hochladen          | Schule / Gymnasium Georgianum, Haus 1                                                                         | Geschwister-Scholl-Straße 13 (Karte)                                                                                       | 1812      | |    |
| Fotos hochladen                         | Wohnhaus mit Grundstück                                                                                       | Geschwister-Scholl-Straße 14 (Karte)                                                                                       |           | |    |
| Fotos hochladen                         | Zeughaus / Katasteramt                                                                                        | Geschwister-Scholl-Straße 17 (Karte)                                                                                       |           | |    |
| weitere Bilder Fotos hochladen          | Brunnen | Goetheplatz o. Nr. (Karte)                                                                                                 |           | |    |
| Fotos hochladen                         | Synagoge | Heimstraße 1 Gerbergasse (Karte)                                                                                           |           | |    |
| weitere Bilder Fotos hochladen          | Schule / Technikum, Maschinen- und Elektrotechnikerschule                                                     | Helenenstraße 1 (Karte) |           | |    |
| weitere Bilder Fotos hochladen          | Ehem. Schule / Bürgerschule, (Alte Schule)                                                                    | Immanuel-Kant-Platz 1, 3, 5 Flurstück(e) 4 (Karte)                                                                         |           | |    |
| Direkt Bild zu diesem Denkmal hochladen | Eckstein des ehemaligen Schlosses                                                                             | Johann-Sebastian-Bach-Platz 7                                                                                              |           | |    |
| Direkt Bild zu diesem Denkmal hochladen | Haustür | Johann-Sebastian-Bach-Straße                                                                                               |           | |    |
| weitere Bilder Fotos hochladen          | Amtsgericht                                                                                                   | Johann-Sebastian-Bach-Straße 2 (Karte)                                                                                     |           | |    |
| weitere Bilder Fotos hochladen          | Einfahrt | Johann-Sebastian-Bach-Straße 4 (Karte)                                                                                     |           | |    |
| Fotos hochladen                         | Wohnhaus | Johann-Sebastian-Bach-Straße 6 (Karte)                                                                                     |           | |    |
| Fotos hochladen                         | Wohnhaus mit Nebengebäude                                                                                     | Johann-Sebastian-Bach-Straße 8 (Karte)                                                                                     |           | |    |
| weitere Bilder Fotos hochladen          | Christuskirche (Stadtkirche)                                                                                  | Johann-Sebastian-Bach-Straße 18 (Karte)                                                                                    |           | mit Ausstattung und Kirchhof |    |
| Fotos hochladen                         | Wohnhaus mit Hofbebauung und Grundstück                                                                       | Johann-Sebastian-Bach-Straße 19 (Karte)                                                                                    |           | |    |
| Fotos hochladen                         | Wohnhaus | Joseph-Meyer-Straße 10 (Karte)                                                                                             |           | |    |
| weitere Bilder Fotos hochladen          | Wohnhaus mit Nebengebäude                                                                                     | Knappengasse 18 (Karte) |           | |    |
| Fotos hochladen                         | Wohnhaus | Knappengasse 24 (Karte) |           | |    |
| Fotos hochladen                         | Wohnhaus, Grundstück und Einfriedung / sog. Schweizerhaus                                                     | Marienstraße 17 Flurstück(e) 2267/16 (Karte)                                                                               |           | |    |
| Fotos hochladen                         | Wohnhaus / Haus Georgeneck                                                                                    | Marienstraße 32 (Karte) |           | |    |
| weitere Bilder Fotos hochladen          | Brunnen / Herzog-Georg-Brunnen                                                                                | Markt o. Nr. (Karte) |           | |    |
| Fotos hochladen                         | Wohn- und Geschäftshaus, ehemals Gasthaus „Zum braunen Ross“                                                  | Markt 12 (Karte) |           | |    |
| Fotos hochladen                         | Wohnhaus, Rokokohaus                                                                                          | Markt 13 (Karte) |           | |    |
| weitere Bilder Fotos hochladen          | Regierungsgebäude, Kavaliershaus                                                                              | Markt 2 (Karte) |           | |    |
| weitere Bilder Fotos hochladen          | Rathaus | Markt 25 (Karte) |           | |    |
| Fotos hochladen                         | Wohnhaus | Obere Allee 22 (Karte) |           | |    |
| weitere Bilder Fotos hochladen          | Berthod-Villa                                                                                                 | Obere Allee 7 (Karte) |           | |    |
| Fotos hochladen                         | Erdgeschoss                                                                                                   | Obere Braugasse 4 (Karte)                                                                                                  |           | abgebrochen |    |
| weitere Bilder Fotos hochladen          | Wohn- und Geschäftshaus mit Nebengebäude                                                                      | Obere Marktstraße 25 (Karte)                                                                                               |           | |    |
| weitere Bilder Fotos hochladen          | Wohn- und Geschäftshaus mit Hofbebauung und Grundstück, Koppenfels´sches Haus                                 | Obere Marktstraße 26 Flurstück(e) 37/2 (Karte)                                                                             |           | |    |
| Fotos hochladen                         | Wohnhaus | Obere Marktstraße 27 (Karte)                                                                                               |           | |    |
| Fotos hochladen                         | Wohn- und Geschäftshaus mit Hofbebauung, Grundstück und Einfriedung                                           | Obere Marktstraße 28 (Karte)                                                                                               |           | |    |
| Fotos hochladen                         | Wohnhaus | Obere Marktstraße 29 (Karte)                                                                                               |           | |    |
| Fotos hochladen                         | Wohnhaus | Obere Marktstraße 31 (Karte)                                                                                               |           | |    |
| Fotos hochladen                         | Wohnhaus | Obere Marktstraße 33 (Karte)                                                                                               |           | |    |
| Fotos hochladen                         | Wohn- und Geschäftshaus mit Hofbebauung und Grundstück                                                        | Obere Marktstraße 35 (Karte)                                                                                               |           | |    |
| Fotos hochladen                         | Wohnhaus | Obere Marktstraße 37 (Karte)                                                                                               |           | |    |
| Fotos hochladen                         | Einfahrt | Obere Marktstraße 39 (Karte)                                                                                               |           | |    |
| weitere Bilder Fotos hochladen          | Geschäfts- und Schulgebäude mit Grundstück / Verlags- und Wohnhaus von Joseph Meyer / Brunnquell´sches Palais | Obere Marktstraße 44 (Karte)                                                                                               |           | |    |
| weitere Bilder Fotos hochladen          | Transformatorenhaus und Toilette                                                                              | Puschkinplatz o. Nr.; Friedrich-Rückert-Straße (Karte)                                                                     |           | |    |
| weitere Bilder Fotos hochladen          | Wohn- und Geschäftshaus mit Grundstück und Einfriedung / sog. Hoheitshaus                                     | Puschkinplatz 2 (Karte) |           | 1762 für den Kriegsrat Albrecht Christian Friedrich von Könitz als großes, zweigeschossiges Wohnhaus mit Mansarddach und prunkvoller Freitreppe errichtet. |    |
| weitere Bilder Fotos hochladen          | Gasthaus mit Hofbebauung und Grundstück / Gasthaus zur Post                                                   | Puschkinplatz 12 (Karte)                                                                                                   |           | |    |
| weitere Bilder Fotos hochladen          | Wohnhaus | Puschkinplatz 14 (Karte)                                                                                                   |           | |    |
| Fotos hochladen                         | Wohnhaus | Rosengasse 2 (Karte) |           | |    |
| Fotos hochladen                         | Hoheitsstein                                                                                                  | Schleusinger Straße o. Nr. Flurstück(e) 2977 (Karte)                                                                       |           | |    |
| weitere Bilder Fotos hochladen          | Wohn- und Geschäftshaus mit Hofbebauung, Grundstück und Einfriedung / Tischbein- oder Dunkelgräfinhaus        | Schleusinger Straße 1 (Karte)                                                                                              |           | Grundstück und Einfriedung |    |
| Fotos hochladen                         | Gebäude der Hugenottensiedlung                                                                                | Schleusinger Straße 12; Seminarstraße 12 Ecklage (in Nutzungseinheit mit Seminarstraße 12) Flurstück(e) 782/2, 784 (Karte) |           | |    |
| weitere Bilder Fotos hochladen          | Neustädter Kirche (Apostelkirche)                                                                             | Schleusinger Straße 14 (Karte)                                                                                             |           | mit Ausstattung und Kirchhof |    |
| Fotos hochladen                         | Wohnhaus, ehemals Gasthaus „Zum goldenen Stern“                                                               | Schleusinger Straße 16 Ecke Kirchplatz (Karte)                                                                             |           | |    |
| Fotos hochladen                         | Krankenhaus                                                                                                   | Schleusinger Straße 17 (Karte)                                                                                             |           | |    |
| Fotos hochladen                         | Eingang | Schleusinger Straße 19 (Karte)                                                                                             |           | |    |
| Fotos hochladen                         | Wohnhaus mit Nebengebäude                                                                                     | Schleusinger Straße 2 (Karte)                                                                                              |           | |    |
| Direkt Bild zu diesem Denkmal hochladen | Gartenhaus | Schulersberg o. Nr. |           | |    |
| weitere Bilder Fotos hochladen          | Kirche mit Ausstattung und Kirchhof / Katholische Kirche St. Leopold                                          | Seminarstraße 1 (Karte) |           | |    |
| weitere Bilder Fotos hochladen          | Aussichtsturm / Bismarckturm                                                                                  | Stadtberg (Karte) |           | |    |
| Fotos hochladen                         | Wohnhaus, Gartenpavillon, Grundstück, Einfriedung                                                             | Waldstraße 1 Flurstück(e) 954/18 (Karte)                                                                                   |           | |    |
| weitere Bilder Fotos hochladen          | Park mit Denkmal und Brücke / Friedenspark / Schlosspark                                                      | (Karte) |           | |    |
| weitere Bilder Fotos hochladen          | Stadtmauer | (Karte) |           | |    |
| Direkt Bild zu diesem Denkmal hochladen | Wohnhaus / Meyer-Haus                                                                                         | Koordinaten fehlen! Hilf mit.                                                                                              |           | |    |

### Leimrieth
| Bild                                    | Bezeichnung                                                    | Lage                                                | Datierung | Beschreibung | ID |
| --------------------------------------- | -------------------------------------------------------------- | --------------------------------------------------- | --------- | ------------ | -- |
| Direkt Bild zu diesem Denkmal hochladen | Wohnhaus mit Nebengebäude                                      | Dritte Seitenstraße 12                              |           |              |    |
| weitere Bilder Fotos hochladen          | Kirche mit Ausstattung, Friedhof, Einfriedung und Leichenhalle | Leimriether Hauptstraße 43 Flurstück(e) 127 (Karte) |           |              |    |

### Pfersdorf
| Bild                                    | Bezeichnung            | Lage                                     | Datierung | Beschreibung | ID |
| --------------------------------------- | ---------------------- | ---------------------------------------- | --------- | ------------ | -- |
| weitere Bilder Fotos hochladen          | Kirche mit Ausstattung | Schulstraße 20 Flurstück(e) 1602 (Karte) |           |              |    |
| BW                                      | Brauhaus               | Untere Dorfstraße (Karte)                |           |              |    |
| Direkt Bild zu diesem Denkmal hochladen | Brunnen                | Untere Dorfstraße 22 Flurstück(e) 1493   |           |              |    |
| Direkt Bild zu diesem Denkmal hochladen | Backhaus               | Untere Dorfstraße 63 Flurstück(e) 1491   |           |              |    |

### Wallrabs
| Bild | Bezeichnung                     | Lage                                                 | Datierung | Beschreibung | ID |
| ---- | ------------------------------- | ---------------------------------------------------- | --------- | ------------ | -- |
| BW   | Wohnstallhaus / ehem. Schafhaus | Obere Gasse 2 (Karte)                                |           |              |    |
| BW   | Brunnen / Glockenbrunnen        | Wallrabser Straße o. Nr. Flurstück(e) 288/10 (Karte) |           |              |    |

### Weitersroda
| Bild                           | Bezeichnung                                    | Lage | Datierung | Beschreibung | ID |
| ------------------------------ | ---------------------------------------------- | --- | --------- | ------------ | -- |
| BW                             | Kellerhaus                                     | Schloßstraße 11 Flurstück(e) 50/3 (Karte) |           |              |    |
| weitere Bilder Fotos hochladen | Schloss mit Nebengebäuden und Grundstück       | Schloßstraße 8, 10 Gemarkung Weitersroda / Flurstück(e) 102/5, 102/6, 102/8, 102/10, 102/12, 104, 105/5, 106/5, 107/2, 108/9, 108/11, 144/4, 144/8, 144/15 (Karte) |           |              |    |
| BW                             | Friedhofshalle mit Ausstattung und Einfriedung | Schneidergasse o. Nr. (Karte) |           |              |    |
| weitere Bilder Fotos hochladen | Kirche mit Ausstattung                         | Schneidergasse 2 Flurstück(e) 87 (Karte) |           |              |    |

## Bodendenkmale

### Bürden
| Bild            | Bezeichnung                        | Lage | Datierung | Beschreibung | ID |
| --------------- | ---------------------------------- | --- | --------- | ------------ | -- |
| Fotos hochladen | Sächsische Landwehr, Teilabschnitt | Gemarkung Bürden / Flurstück(e) 310/1, 314/17, 314/18, 314/19; Gemarkung Wiedersbach / Flur 4 / Flurstück(e) 117, 136, 137, 138, 191, 192, 204, 284/219, 286/220, 287/205, 289/219, 298/42, 299/42, 320/168, 322/190, 323/18, 326/1, 43, 50, 51; Flur 8 / Flurstück(e) 18 (Karte) |           |              |    |

### Ebenhards
| Bild                                    | Bezeichnung                     | Lage | Datierung | Beschreibung | ID |
| --------------------------------------- | ------------------------------- | --- | --------- | ------------ | -- |
| Direkt Bild zu diesem Denkmal hochladen | Sächsische Landwehr – Abschnitt | Grenzverlauf Gemarkungsgrenze Ebenhards / Kloster Veßra, ca. 1,3 km nördlich von Ebenhards Flurstück(e) 173/2, 179/37, 179/38, 179/39, 179/45, 179/46; Gemarkung Kloster Veßra / Flur 14 / Flurstück(e) 1/30, 1/34, 1/9 |           |              |    |
| Direkt Bild zu diesem Denkmal hochladen | Kreuzstein                      | am Wege rechts vor dem Katzenholz Flurstück(e) 423/7; Gemarkung Häselrieth / Flurstück(e) 366/3 |           |              |    |
| Direkt Bild zu diesem Denkmal hochladen | Sächsische Landwehr – Abschnitt | ca. 800 m westlich von Ebenhards vom Höhnberg bis zum Werratal Flurstück(e) 622, 627, 628/2, 640; Gemarkung Reurieth / Flurstück(e) 1100/2, 1499/2, 1501                                                                |           |              |    |
| Direkt Bild zu diesem Denkmal hochladen | Befestigungsanlage              | nördlich vom Ort Flurstück(e) 201, 202, 203/1, 203/8, 34, 35/3, 35/4, 37, 38/5 |           |              |    |

### Gerhardtsgereuth
| Bild                                    | Bezeichnung                          | Lage | Datierung | Beschreibung | ID |
| --------------------------------------- | ------------------------------------ | --- | --------- | ------------ | -- |
| Direkt Bild zu diesem Denkmal hochladen | ‚Sächsische Landwehr‘, Teilabschnitt | Gemarkung Gerhardtsgereuth / Flur 4 / Flurstück(e) 221, 222, 223, 224/1, 331, 332, 333/1, 401, 402, 403, 406, 455/3, 456/3, 457/3, 458/3, 543, 544, 546, 547, 587, 640, 643, 644/3, 646/3, 675, 676/3, 679/3, 681/3, 737/1, 878/545, 879/545, 90/1, 91; Gemarkung Hildburghausen / Flurstück(e) 2948/2, 2949, 2952/2, 2952/3, 2952/4, 2952/9, 2963, 2966/2, 2974/4, 2975, 2981/2 |           |              |    |

### Häselrieth
| Bild                                    | Bezeichnung                       | Lage | Datierung | Beschreibung | ID |
| --------------------------------------- | --------------------------------- | --- | --------- | ------------ | -- |
| Direkt Bild zu diesem Denkmal hochladen | Abschnitt der Sächsische Landwehr | Hang südlich des Dermbachsgrundes: Hag im Bereich ‚Leite‘ und ‚Eichig‘; Landwehranschluss in der Gemarkung Hildburghausen im Bereich ‚Roter Berg‘ und entlang des Dambachs am ‚Hildburghäuser Buch‘ Gemarkung Häselrieth / Flurstück(e) 1293/7; Gemarkung Hildburghausen / Flurstück(e) 2933/4 |           |              |    |
| Direkt Bild zu diesem Denkmal hochladen | Kreuzstein                        | am Wege rechts vor dem Katzenholz Gemarkung Ebenhards / Flurstück(e) 423/7; Gemarkung Häselrieth / Flurstück(e) 366/3 |           |              |    |

### Hildburghausen
| Bild                                    | Bezeichnung                          | Lage | Datierung | Beschreibung | ID |
| --------------------------------------- | ------------------------------------ | --- | --------- | ------------ | -- |
| Direkt Bild zu diesem Denkmal hochladen | ‚Sächsische Landwehr‘, Teilabschnitt | Gemarkung Gerhardtsgereuth / Flur 4 / Flurstück(e) 221, 222, 223, 224/1, 331, 332, 333/1, 401, 402, 403, 406, 455/3, 456/3, 457/3, 458/3, 543, 544, 546, 547, 587, 640, 643, 644/3, 646/3, 675, 676/3, 679/3, 681/3, 737/1, 878/545, 879/545, 90/1, 91; Flurstück(e) 2948/2, 2949, 2952/2, 2952/3, 2952/4, 2952/9, 2963, 2966/2, 2974/4, 2975, 2981/2 |           |              |    |
| Direkt Bild zu diesem Denkmal hochladen | Bildstock ‚Martersäule‘              | Ortslage, unmittelbar nördlich des westlichen Brückenkopfes der Brücke über die Werra in der Friedrich-Rückert-Straße (beim Postamt) Flurstück(e) 1104/14 |           |              |    |
| Direkt Bild zu diesem Denkmal hochladen | Abschnitt der Sächsische Landwehr    | Hang südlich des Dermbachsgrundes: Hag im Bereich ‚Leite‘ und ‚Eichig‘; Landwehranschluss in der Gemarkung Hildburghausen im Bereich ‚Roter Berg‘ und entlang des Dambachs am ‚Hildburghäuser Buch‘ Gemarkung Häselrieth / Flurstück(e) 1293/7; Flurstück(e) 2933/4                                                                                   |           |              |    |
| Direkt Bild zu diesem Denkmal hochladen | Steinkreuz                           | links der Straße nach Weitersroda, gegenüber dem jüdischen Friedhof. Flurstück(e) 2956/11 |           |              |    |
| Direkt Bild zu diesem Denkmal hochladen | Steinkreuz                           | am ‚Fürstenberg‘, Stadtwald, bei Jägerhäuschen, etwa 100 m östlich der Schleusinger Straße Flurstück(e) 2974/4 |           |              |    |
| Direkt Bild zu diesem Denkmal hochladen | Steinkreuz                           | Stadtwald, wenige Meter östl. der Straße am alten Straßenzug Schleusingen–Hildburghausen (viele Hohlwege) Flurstück(e) 2970/3 |           |              |    |

### Pfersdorf
| Bild                                    | Bezeichnung                     | Lage | Datierung | Beschreibung | ID |
| --------------------------------------- | ------------------------------- | --- | --------- | ------------ | -- |
| Direkt Bild zu diesem Denkmal hochladen | Steinkreuz ‚Reiterkreuz‘        | am Dorfausgang nach Leimrieth Flurstück(e) 1594 |           |              |    |
| Direkt Bild zu diesem Denkmal hochladen | Sächsische Landwehr – Abschnitt | Flurstück(e) 1218, 439, 440, 521/6, 580, 581, 588, 589, 590, 598, 766/4, 767, 772/3, 772/4, 783/2; Gemarkung Reurieth / Flurstück(e) 774/5, 774/6, 774/7, 774/8, 775, 776, 778/1, 779/2, 779/3, 780/32, 780/33, 810/2, 813/1, 815/2 |           |              |    |